# 산 시프리아노역
산 시프리아노 역(스페인어: San Cipriano)은 마드리드 지하철 9호선의 역이다. 마드리드 비칼바로 구의 산 시프리아노 거리 지하에 위치해 있다. 요금구역 상으로는 A구역에 속한다.

## 역사
1998년 12월 1일 9호선이 푸에르타 데 아르간다 역까지 연장되면서 문을 열었다.

## 환승 정보
역 주변에 버스 정류장이 총 두 곳 있다.
버스
- 시내버스
  - 4, 106, E3번 노선 (주간)
  - N7번 노선 (야간)
- 시외버스
  - 287번 노선 (주간)
  - N203번 노선 (야간)

지하철
| 마드리드 지하철         | 마드리드 지하철       | 마드리드 지하철                       |
| ----------------------- | --------------------- | ------------------------------------- |
| 비칼바로 파코 데 루시아 | 마드리드 지하철 9호선 | 푸에르타 데 아르간다 아르간다 델 레이 |